# Gefangenenpost (Konzentrationslager)
Während der Zeit des Nationalsozialismus war KZ-Häftlingen durch die Gefangenenpost ein beschränkter Postverkehr mit ihren Angehörigen grundsätzlich gestattet. Erst im Oktober 1942 wurden Paketsendungen förmlich zugelassen; Juden und sowjetische Kriegsgefangene blieben davon ausgeschlossen. Mit dem kontrollierten Postverkehr steuerte die Lagerleitung die Weitergabe von Informationen und verfügte zugleich durch Postentzug und Schreibverbote über ein disziplinierendes Druckmittel.

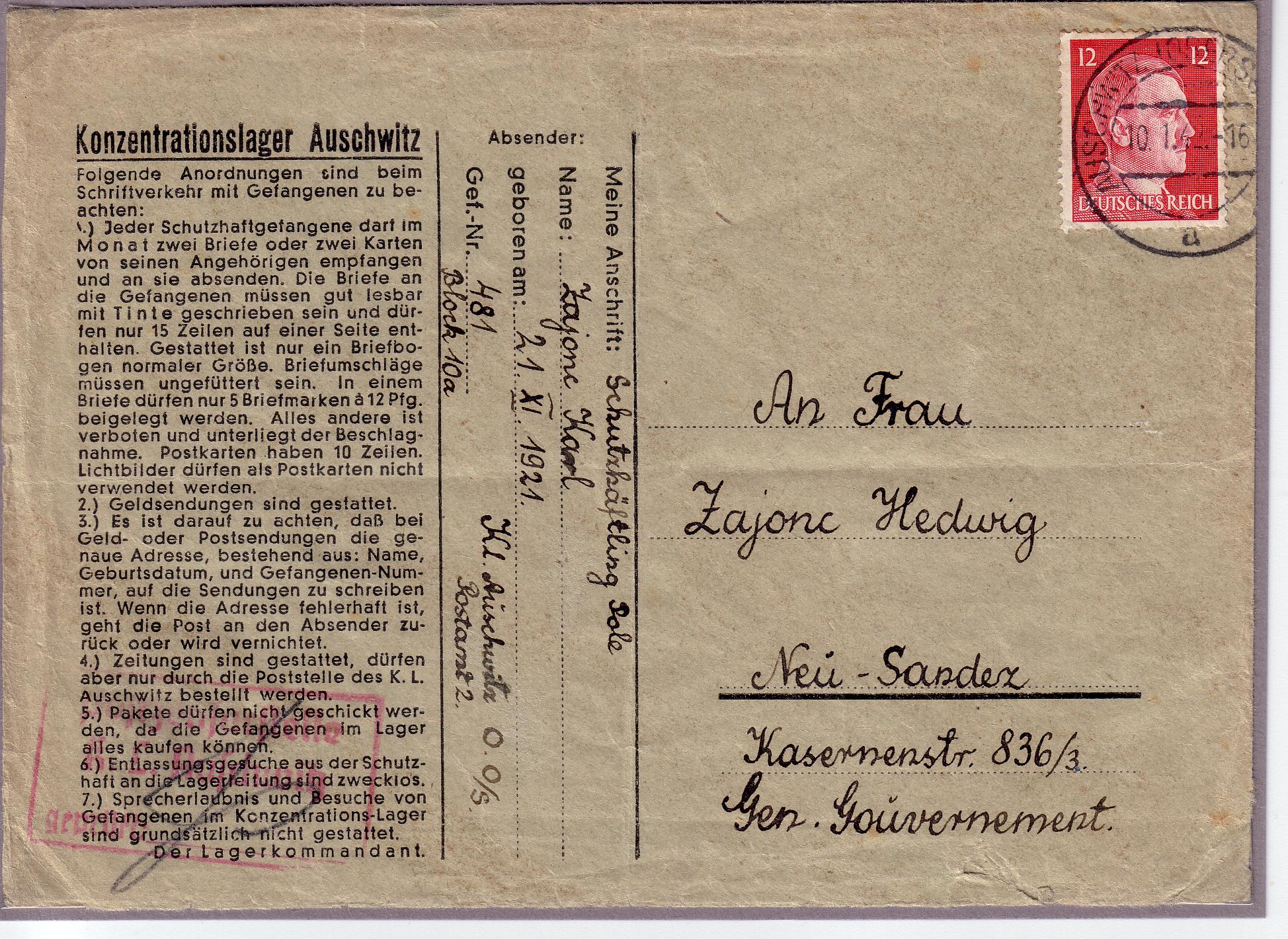
Häftlingsbrief aus dem KZ Auschwitz von 1942

## Vorschriften
Für die Gefangenenpost wurden Karten und Faltbriefe produziert, auf denen die Vorschriften für den Briefverkehr abgedruckt waren. In der Regel durfte nur an ein und dieselbe verwandte Person geschrieben werden, mit anderen Bekannten durfte nicht korrespondiert werden. In der Praxis stand den Häftlingen alle vierzehn Tage maximal ein Schriftstück zu. Dabei durften im Wechsel eine Karte und ein Faltbrief mit jeweils begrenztem Schreibraum verwendet werden. Die Häftlinge konnten diese und die notwendigen Briefmarken in der so genannten Kantine erwerben. Geld dafür erhielten sie per Post; die Angehörigen durften auch Briefmarken beilegen. Die erlaubten Summen waren unterschiedlich hoch, doch es wurde an die Inhaftierten oft nur ein geringer Betrag (30 bis 40 Reichsmark) ausgezahlt, der restliche Teil der Geldsendungen wurde von der SS einbehalten und nicht selten persönlich unterschlagen.
Nach den Postbestimmungen auf den Briefvordrucken war es nicht gestattet, Pakete zu empfangen. In ihren Briefen jedoch bedankten sich Häftlinge immer wieder für solche Paketsendungen und tatsächlich wurden Paketsendungen weitaus weniger strengen Regeln unterworfen als der Briefverkehr. Noch mehr als bei den Geldsendungen griffen aber auch hier die SS-Wachmannschaften zu und trieben zum Teil regen Schwarzhandel mit den gestohlenen Gütern. Diese Praxis ging so weit, dass sich das SS-Wirtschafts- und Verwaltungshauptamt (WVHA) gezwungen sah, am 30. Oktober 1942 per Runderlass an alle Lagerkommandanten den SS-Angehörigen bei Todesstrafe zu verbieten, den Paketen Dinge zu entnehmen. Im Übrigen aber betonte der Erlass, dass nunmehr alle Häftlinge (außer Juden und sowjetische Kriegsgefangene) unbegrenzt Pakete erhalten durften. An der Praxis des Stehlens änderte sich zwar auch nach dem Erlass kaum etwas. Indes zeigt er, dass die Problematik so umgreifend war, dass sie auch von Seiten der SS-Führung nicht mehr ignoriert werden konnte.
Ab Weihnachten 1943 wurden vom Internationalen Roten Kreuz (IRK) in verschiedene Lager Pakete verschickt, die vor allem Lebensmittel enthielten und einen, wenn auch sehr geringen, Teil der Häftlingsversorgung sicherten. Insgesamt schickte das IRK bis Kriegsende 751.000 Pakete mit ca. 2.600 Tonnen Hilfsgütern in die NS-Konzentrationslager.
Unterstellt war die Postversorgung der Abteilung „Standortverwaltung“, die neben der Versorgung des Lagerpersonals auch das der Häftlinge regelte.

## Zensur
Damit die Briefe zwischen Lager und Außenwelt keine im Sinne der SS unerwünschten Informationen enthielten, gab es eine vollständige Zensur aller ein- und ausgehenden Postsendungen. Die Zensur der ausgehenden Post wurde entweder direkt von den Blockführern oder in der Poststelle des Lagers durchgeführt. Deshalb hatten die Häftlinge gut leserlich für die Zensoren zu schreiben.
Die Zensurpraxis war insgesamt von Willkür geprägt. Beanstandete Briefe wurden vernichtet oder derartig durch Scherenschnitt verstümmelt, dass die Empfänger im Lager nicht selten nur noch einzelne Papierschnipsel zugestellt bekamen. Entsprechend versuchten die Schreiber ihrerseits, über Codierungen oder Geheimsprache Inhalte zu vermitteln, die den Kontrollen entgingen bzw. über Bestechungen und persönliche Beziehungen zu den Wachmannschaften unerlaubt Briefe aus und in das Lager zu schmuggeln.

## Rolle der Gefangenenpost
Im Kalkül der Lagerverwaltung spielte die Verbindung zwischen Lagerinsassen und deren Familien eine besondere Rolle. Die Postversorgung im KZ-System folgte dabei keinen humanistischen Leitlinien. Sie war ein Herrschaftsinstrument, das nach innen und außen gerichtet war.
Nach innen wirkte die Postversorgung vor allem im negativen Sinne, das heißt durch die ständig drohende Gefahr des Entziehens. Vergleicht man die Aussagen ehemaliger Häftlinge, findet man eine umfassende Übereinstimmung über die große Bedeutung, die Briefe für sie im Lageralltag besaßen. Postsperren, persönliche oder allgemein verhängte, stellten wirksame Praktiken der Herrschaftsausübung dar. Nicht umsonst werden „Schreibverbot und Postentzug“ in einem Atemzug mit Arrest, Strafarbeit oder Prügelstrafe genannt. Dementsprechend wirkte auch die willkürliche oder nach Gruppe bzw. Häftlingskategorie höchst unterschiedlich gehandhabte Postversorgung. Deutsche oder so genannte volksdeutsche Häftlinge durften in der Regel zweimal im Monat Briefe schreiben, Juden rangierten auch hier auf der Skala ganz unten und durften monatelang weder schreiben noch Post empfangen.
Nach außen wirkte die Versorgung der Familienangehörigen mit Gefangenenpost als gut kontrolliertes Beruhigungsmittel. Mit der „tröpfchenweisen“ Übermittlung von Lebenszeichen der Häftlinge wirkte man wilder Gerüchtebildung zumindest ansatzweise entgegen, da Nachrichten, wenn auch zensiert, besser waren als keine Nachrichten.